# Toxisches Schocksyndrom
Das toxische Schocksyndrom (TSS, umgangssprachlich gelegentlich auch als „Tamponkrankheit“ bezeichnet) ist ein schweres Kreislauf- und Organversagen, das mit etwa einem Fall pro 200.000 Einwohner und Jahr sehr selten auftritt, hervorgerufen durch Bakterientoxine. Meist stammen sie von dem Bakterium Staphylococcus aureus, seltener von Streptokokken (Streptokokken-induziertes toxisches Schocksyndrom).

## Symptome
Die vom Staphylococcus aureus produzierten Giftstoffe führen zu den Leitsymptomen Fieber, Blutdruckabfall und Hautausschlag. Weitere Folgen sind Muskelschmerzen, Übelkeit und Durchfall, Nieren- und Leberschäden, Bewusstseinstrübung und Multiorganversagen.
Die Centers for Disease Control der USA (CDC) haben folgende Kriterien zur Definition des toxischen Schocksyndroms vorgeschlagen:
- Körpertemperatur ≥ 38,9 °C, niedriger Blutdruck (begleitet von Ohnmacht oder Schwindelanfällen), großflächiger Hautausschlag, Hautabschälungen (insbesondere an den Handflächen und den Fußsohlen, 1–2 Wochen nach Ausbruch der Krankheit)
- Schädigung von mindestens drei der folgenden Organsysteme: Magen-Darm-Trakt (Erbrechen oder Durchfall), Muskulatur (starke Muskelschmerzen), Leber (verminderte Leberfunktion), Nieren (verringerte Harnbildung oder Erhöhung des Kreatininspiegels), Blut (Hämatome), Zentralnervensystem (Desorientierung oder Verwirrtheitszustände), Schleimhäute (Rötung der Augen sowie der Mund- und der Vaginalschleimhaut)

Eintrittspforte der TSS-Erreger kann prinzipiell jede eitrige Wunde sein. Man nimmt jedoch an, dass ein Teil der TSS-Fälle von infizierten Tampons stamme. Diese Annahme führte in den Vereinigten Staaten zu zahlreichen Prozessen, darunter dem des Anwaltes Tom Riley gegen Procter & Gamble, beschrieben in seinem Buch The Price of a Life.

## Streptokokken-induziertes TSS
Das Streptokokken-induzierte toxische Schock-Syndrom (STSS oder StrepTSS) ist die bedrohlichste Form einer sogenannten invasiven Streptokokkeninfektion, das heißt einer Infektion, bei der Streptokokken in den Körper eindringen. Es wird hauptsächlich durch Streptokokken des Typs A, aber auch durch Streptokokken des Typs C oder des Typs G verursacht.
Als Ursache der Erkrankung wurden bestimmte Exotoxine (so genannte Superantigene), die von humanpathogenen Stämmen des Streptococcus pyogenes produziert werden, identifiziert. Durch verbesserte Produktionsbedingungen bei der Tamponherstellung sind die Fälle des tamponinduzierten TSS jedoch signifikant gesunken. Weitere relevante Infektionsquellen können bei Frauen Diaphragmen und Vaginalschwämme sein. Auch eine Wundinfektion kann ein TSS auslösen.
Die CDC schlugen folgende Kriterien zur Definition des streptokokken-induzierten toxischen Schock-Syndroms vor:
- Nachweis von Streptokokken des Typs A, Hypotonie (niedriger Blutdruck) sowie mindestens zwei der folgenden Symptome:
- Schädigung der Nieren (verringerte Harnausscheidung), Koagulopathie (Blutungsstörungen), Leberfunktionsstörungen, Hautausschlag (der sich ausweiten kann, insbesondere 1–2 Wochen nach Ausbruch der Krankheit), Atembeschwerden, Gewebsnekrosen (Myositis, Nekrotisierende Fasciitis, Gangrän)

Zu weiteren Testverfahren zählen unter anderem Blutkulturen und Bluttests sowie Urinuntersuchungen.

## Risikogruppen
TSS und STSS werden sowohl bei weiblichen als auch männlichen Patienten aller Altersgruppen beobachtet. In der Regel liegt hier der Krankheit eine lokale oder systemische Infektion zugrunde. Bemerkenswert ist, dass TSS und STSS in der Regel überwiegend bei zuvor gesunden Menschen zwischen dem 20. und dem 50. Lebensjahr auftritt, obwohl sonst eher Säuglinge, Kleinkinder, Senioren oder immunsupprimierte Personen empfänglich für Staphylokokken- und Streptokokkeninfektionen sind.
Tampons sollten oft gewechselt und beim Einführen des Tampons sollte auf saubere Hände geachtet werden. Wird ein Diaphragma zur Verhütung benutzt, sollte dieses nicht länger als unbedingt notwendig getragen werden.

## Therapie
Die Erkrankung kann mit Antibiotika (vorzugsweise Cephalosporine der zweiten Generation oder Amoxicillin) gut behandelt werden. Die Behandlung des STSS entspricht im Wesentlichen der des TSS. Die Behandlung wird stets stationär durchgeführt. Der Krankheitserreger wird durch die intravenöse Gabe von Antibiotika bekämpft. Folgende Maßnahmen können diese Behandlung weiter unterstützen:
- intravenöse Flüssigkeitszufuhr zur Minderung des Schockrisikos und des Risikos von Organschäden
- Stabilisierung des Blutdrucks
- Dialyse bei Patienten mit Nierenversagen
- Gabe von Blutprodukten
- Chirurgische Eingriffe zur Reinigung des Infektionsherdes
- Unterstützung der Atmung durch Gabe von Sauerstoff, mitunter auch durch künstliche Beatmung